# Liste der Baudenkmale in Oldenburg (Oldb) – Teichstraße
In der Liste der Baudenkmale in Oldenburg (Oldb) – Teichstraße stehen alle Baudenkmale der Teichstraße in Oldenburg (Oldb).  Die Quelle der IDs und der Beschreibungen ist der Denkmalatlas Niedersachsen.
Der Stand der Liste ist das Jahr 2022(14).

## Allgemein
In den Spalten befinden sich folgende Informationen:
- Lage: die Adresse des Baudenkmales und die geographischen Koordinaten. Kartenansicht, um Koordinaten zu setzen. In der Kartenansicht sind Baudenkmale ohne Koordinaten mit einem roten Marker dargestellt und können in der Karte gesetzt werden. Baudenkmale ohne Bild sind mit einem blauen Marker gekennzeichnet, Baudenkmale mit Bild mit einem grünen Marker.
- Bezeichnung: Bezeichnung des Baudenkmales
- Beschreibung: die Beschreibung des Baudenkmales. Unter § 3 Abs. 2 NDSchG werden Einzeldenkmale und unter § 3 Abs. 3 NDSchG Gruppen baulicher Anlagen und deren Bestandteile ausgewiesen.
- ID: die Objekt-ID des Baudenkmales
- Bild: ein Bild des Baudenkmales, ggf. zusätzlich mit einem Link zu weiteren Fotos des Baudenkmals im Medienarchiv Wikimedia Commons. Wenn man auf das Kamerasymbol klickt, können Fotos zu Baudenkmalen aus dieser Liste hochgeladen werden:

Zurück zur Hauptliste
| Lage                                      | Bezeichnung | Beschreibung | ID       | Bild |
| ----------------------------------------- | ----------- | --- | -------- | ---- |
| Teichstraße 1 53° 8′ 15″ N, 8° 12′ 27″ O  | Wohnhaus    | Eckhaus zur Hindenburgstraße. Traufständiger eineinhalbgeschossiger Putzbau von drei Achsen über Sockelgeschoss mit Drempel unter Satteldach (Variante des Typus „Oldenburger Hundehütte“). Rechte Achse blind, mittig Risalit mit Eingang und Giebel. Links polygonaler eingeschossiger Standerker unter Balkon, darüber kleiner Zwerchgiebel. Rechts Sockel vorgezogen mit jüngerem Garageneinbau, darauf Terrasse mit bauzeitlichem Wintergarten. Auf der linken Seite zur Hindenburgstraße drei Achsen, im Souterrain jüngerer Ladeneinbau, mittig polygonaler eingeschossiger Standerker unter Balkon, darauf im Giebel weniger weit vorspringender polygonaler Standerker mit Rundbogenfenstern. Putzgliederung: Quaderung des Sockels, z. T. horizontale Fugen, geschossteilende Gesimse, Fensterrahmungen, Brüstungsfelder, am Balkonerker Pilaster und Gebälk. Verzierte Schwebegiebel. Zur Teichstraße Vorgarten. Erbaut 1887–1888, Architekt: Johann Oetken.      | 37469541 | BW   |
| Teichstraße 3 53° 8′ 14″ N, 8° 12′ 27″ O  | Wohnhaus    | Giebelständiger zweigeschossiger Backsteinbau von drei Achsen über Sockelgeschoss unter Satteldach. Links polygonaler zweigeschossiger Standerker, daneben in beiden Geschossen Balkone mit Eisenbrüstungen, rechts im Souterrain Eingang. Putzgliederung: Rustizierung des Sockels, geschossteilende Gesimse, im EG Brüstungsgesims, im OG horizontales Band, Fensterrahmungen, am Erker Brüstungsfelder und Pilaster. Giebel verputzt. Vorgarten und eiserne Einfriedung mit Backsteinpfosten. Erbaut 1895–1896, Architekt: Friedrich Wilhelm Adels. | 37469563 | BW   |
| Teichstraße 4 53° 8′ 14″ N, 8° 12′ 25″ O  | Wohnhaus    | Traufständiger eineinhalbgeschossiger Putzbau von vier Achsen über Sockelgeschoss mit Drempel unter Satteldach (Variante des Typus „Oldenburger Hundehütte“). Links zweigeschossiger zweiachsiger Risalit mit Giebel unter Satteldach mit vorgezogenem Schopf, davor eingeschossiger polygonaler Standerker unter Balkon. Auf der rechten Seite zurückgesetzter Vorbau mit Eingang. Fenster im Drempelgeschoss und OG des Risalits segmentbogig. Putzgliederung: Rustizierung des Sockels, geschossteilende Gesimse, im EG Brüstungsgesims und mit Diamantierung besetzte horizontale Bänder, Fensterrahmungen. Verzierter Schwebegiebel. Vorgarten und eiserne Einfriedung. Erbaut 1889, Architekt: Ludwig Backhaus. | 37469737 | BW   |
| Teichstraße 5 53° 8′ 14″ N, 8° 12′ 27″ O  | Wohnhaus    | Zweigeschossiger Putzbau von drei Achsen über Sockelgeschoss unter Walmdach. Rechte Achse doppelt breit, polygonaler zweigeschossiger Standerker mit modernem Garageneinbau. Mittig in beiden Geschossen Balkone mit Eisenbrüstungen, links im Souterrain Eingang. Mittig Zwerchhaus. Putzgliederung: geschossteilende Gesimse, Brüstungsgesimse, Fensterrahmungen, am Erker Brüstungsfelder und Pilaster. Vorgarten. Erbaut 1895 durch Maurermeister Fritz Hegeler. | 37469585 | BW   |
| Teichstraße 6 53° 8′ 14″ N, 8° 12′ 25″ O  | Wohnhaus    | Giebelständiger eineinhalbgeschossiger Putzbau von vier Achsen über Sockelgeschoss mit Drempel unter Satteldach (Typus „Oldenburger Hundehütte“). Links eingeschossiger polygonaler Standerker unter Balkon. Auf der linken Seite zurückgesetzter Vorbau mit Eingang. Putzgliederung: geschossteilende Gesimse, im EG Brüstungsgesims und horizontale Bänder, im Giebel horizontale Fugen, Fensterrahmungen, im EG Ädikulen. Vorgarten und eiserne Einfriedung. Erbaut 1893, Architekt: Ludwig Backhaus. | 37469761 | BW   |
| Teichstraße 7 53° 8′ 14″ N, 8° 12′ 27″ O  | Wohnhaus    | Symmetrisches Pendant zu Teichstraße 9. Giebelständiger eineinhalbgeschossiger Putzbau über Sockelgeschoss mit Drempel unter Schopfwalmdach (Variante des Typus „Oldenburger Hundehütte“). Im EG links breites Fenster, rechts eingeschossiger polygonaler Standerker. Auf der rechten Seite zurückgesetzter Vorbau mit Eingang im Souterrain. Fenster außer am Erker segmentbogig. Putzgliederung: an den Kanten im Wechsel Rustikaquader, geschossteilende Gesimse, Fensterrahmungen, im Erdgeschoss Brüstungsreliefs. Dach vorstehend auf Knaggen. Vorgarten. Erbaut 1893, Architekten: Ludwig Klingenberg & Hugo Weber. | 37469612 | BW   |
| Teichstraße 8 53° 8′ 13″ N, 8° 12′ 25″ O  | Wohnhaus    | Zweigeschossiger Backsteinbau von fünf Achsen über Sockelgeschoss unter Mansardwalmdach. Links flacher Risalit von zwei Achsen, davor eingeschossiger polygonaler Standerker unter Balkon, darüber Zwerchgiebel mit Voluten. Eingang im Souterrain rechts. Putzgliederung: Rustizierung des Sockels, geschossteilende Gesimse, Brüstungsgesimse, Fensterrahmungen und Ädikulen, am Portal Pilaster und Gebälk, Traufgesims mit Zahnschnitt und Konsolfries. Vorgarten. Erbaut 1895, Architekt: Ludwig Backhaus. | 37469784 | BW   |
| Teichstraße 9 53° 8′ 13″ N, 8° 12′ 27″ O  | Wohnhaus    | Symmetrisches Pendant zu Teichstraße 7. Giebelständiger eineinhalbgeschossiger Putzbau über Sockelgeschoss mit Drempel unter Schopfwalmdach (Variante des Typus „Oldenburger Hundehütte“). Im Erdgeschoss rechts breites Fenster, links eingeschossiger polygonaler Standerker unter jüngerem Balkon. Auf der linken Seite zurückgesetzter Vorbau mit Eingang im Souterrain. Fenster außer am Erker segmentbogig. Putzgliederung: an den Kanten im Wechsel Quaderung, geschossteilende Gesimse, Fensterrahmungen, im EG Brüstungsfelder. Dach vorstehend auf Knaggen. Vorgarten und eiserne Einfriedung. Erbaut 1893, Architekten: Ludwig Klingenberg & Hugo Weber. | 37469649 | BW   |
| Teichstraße 10 53° 8′ 13″ N, 8° 12′ 25″ O | Wohnhaus    | Giebelständiger eineinhalbgeschossiger Putzbau über Sockelgeschoss mit Drempel unter Satteldach (Typus „Oldenburger Hundehütte“). Links Sockel vorgezogen für Terrasse mit modernem Wintergartenaufbau. Auf der rechten Seite zurückgesetzter Vorbau mit Eingang. Putzgliederung: geschossteilende Gesimse, im EG horizontale Fugen, Fensterrahmungen, im Giebel mittig Brüstungsfelder und Ädikula. Vorgarten und eiserne Einfriedung. Erbaut 1896, Architekt: Heinrich Früstück. | 37469807 | BW   |
| Teichstraße 11 53° 8′ 13″ N, 8° 12′ 27″ O | Wohnhaus    | Fast symmetrisches Pendant zu Teichstraße 13. Giebelständiger eineinhalbgeschossiger Putzbau über Sockelgeschoss mit Drempel unter Schopfwalmdach (Variante des Typus „Oldenburger Hundehütte“). Im EG links breites Fenster, rechts zweigeschossiger polygonaler Standerker. Auf der rechten Seite zurückgesetzter Vorbau mit Eingang im Souterrain. Fenster außer am Erker segmentbogig. Putzgliederung: am Sockel horizontale Fugen, geschossteilende Gesimse, Fensterrahmungen, im EG Brüstungsreliefs, am Erker Pilaster, unter der Traufe Fries mit Ranken und Festons. Dach vorstehend auf Knaggen. Vorgarten und eiserne Einfriedung. Erbaut 1892–1893, Architekten: Ludwig Klingenberg, Hugo Weber. | 37469671 | BW   |
| Teichstraße 12 53° 8′ 12″ N, 8° 12′ 25″ O | Wohnhaus    | Zweigeschossiger Backsteinbau von fünf Achsen über Sockelgeschoss unter Mansardwalmdach. Rechts Eingang, links daneben Sockel vorgezogen für Eingang. Linke zwei Achsen flacher Risalit, davor eingeschossiger polygonaler Standerker unter Balkon. Giebelgaupe und zwei Walmgaupen, alle modern. Fenster segmentbogig. Putzgliederung: Rustizierung des Sockels, geschossteilende Gesimse, Fensterrahmungen, im OG Balusterbrüstungen und Ädikulen, am Portal Pilaster, Gebälk und Ädikula, Traufgesims mit Konsolfries. Vorgarten und eiserne Einfriedung. Erbaut 1896 durch Maurermeister Johann Heinrich Brandes. | 37469829 | BW   |
| Teichstraße 13 53° 8′ 12″ N, 8° 12′ 27″ O | Wohnhaus    | Fast symmetrisches Pendant zu Teichstraße 11. Giebelständiger zweigeschossiger Putzbau von drei Achsen über Sockelgeschoss unter Schopfwalmdach. Im EG rechts breites Fenster, links eingeschossiger polygonaler Standerker. Auf der linken Seite zurückgesetzter Vorbau mit Eingang im Souterrain. Fenster außer am Erker segmentbogig. Putzgliederung: am Sockel horizontale Fugen, über dem Sockel Gesims, Fensterrahmungen, im EG Brüstungsreliefs, am Erker Pilaster, unter der Traufe Fries mit Ranken und Festons. Dach vorstehend auf Knaggen. Vorgarten und eiserne Einfriedung. Erbaut 1892–1893, Architekten: Ludwig Klingenberg & Hugo Weber. | 37469693 | BW   |
| Teichstraße 14 53° 8′ 12″ N, 8° 12′ 25″ O | Wohnhaus    | Eckhaus zum Holzweg. Giebelständiger eineinhalbgeschossiger Putzbau von vier Achsen über Sockelgeschoss mit Drempel unter Satteldach (Typus „Oldenburger Hundehütte“). Rechts polygonaler eingeschossiger Standerker unter modernem Balkon. Auf der linken Seite leicht zurückgesetzter Vorbau mit Eingang, dahinter zum Holzweg flacher Risalit von drei Achsen mit Zwerchgiebel, davor links polygonaler eingeschossiger Standerker unter modernem Balkon in ganzer Breite. Fenster segmentbogig, in den Giebeln rundbodig. Putzgliederung: Quaderung, geschossteilende Gesimse, Fensterrahmungen, an der Fassade im EG links Kopfkonsolen als Schlusssteine, am Fassadenerker Pilaster (z. T. als Hermenpilaster) und Brüstungsfelder, im Fassadengiebel mittig Brüstungsreliefs, Pilaster und Halbsäule sowie bekrönendes Gebälk. Vorgarten und Einfriedung aus Eisen mit Backsteinmauer und -pfosten, wohl 1920er Jahre. Erbaut vor 1891, Architekt: Heinrich Früstück. | 37469854 | BW   |
| Teichstraße 15 53° 8′ 12″ N, 8° 12′ 26″ O | Wohnhaus    | Eckhaus zum Holzweg. Giebelständiger eineinhalbgeschossiger Putzbau von vier Achsen über Sockelgeschoss mit Drempel unter Satteldach (Typus „Oldenburger Hundehütte“). Rechts Sockel vorgezogen für Terrasse mit Wintergartenaufbau. Im Giebel wohl ehemals mittig zwei, heute ein breites Fenster. Auf der linken Seite zurückgesetzter Vorbau mit Eingang. Putzgliederung: Quaderung, geschossteilende Gesimse, Fensterrahmungen, im Giebel mittig Balusterbrüstungen und Ädikula. Verzierter Schwebegiebel. Vorgarten. Erbaut 1888, Architekt: Ludwig Backhaus. | 37469715 | BW   |